# Jü Žuťi
Jü Žuťi (čínsky: 余如季, (y³⁵ ʐu³⁵t͡ɕi⁵¹, bopomofo: ㄩˊ ㄖㄨˊㄐㄧˋ ) nebo Yu Ru-ji 1932, Čang-čou – 2. srpna 2016 Tchaj-wan) byl tchajwanský fotograf, který přišel z čínského Čang-čou v provincii Fu-ťien a mnoho let působil v Tchaj-čungu.

## Životopis
Po roce 1946 začal fotografovat a zaznamenávat vývoj Tchaj-wanu prostřednictvím fotoaparátů a videokamer. V roce 1953 začal pracovat pro vedení města Tchaj-čung. V šedesátých letech natáčel dokumenty pro tchajwanskou provincii Hanguang. Začala jeho kariéra reportážního fotografa. Stal se speciálním fotožurnalistou pro mnoho novin a televizních stanic. Současně také strávil sedm let pozorováním a zaznamenáváním volavky stříbřité v blízkosti základní školy Beibei v Tchaj-čungu, dílo bylo později sestřiháno do filmu Egret Man a získal cenu Zlatý kůň na Festivalu asijských filmů.

## Ocenění a vyznamenání
- 14. cena Asijského filmového festivalu (1967, „Egret“)
- Nejvyšší cena 5. Mezinárodního festivalu dětských filmů (1967, „Egret“)[5]
- Cena asijské kinematografie Zlatý kůň
- TV Golden Bell Award[2]

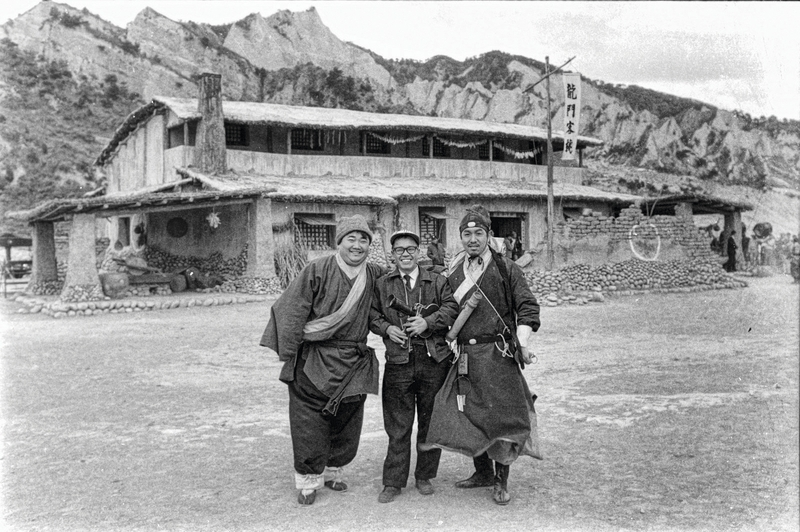
V roce 1968 vytvořil Jü Žuťi (uprostřed) scénu ve filmu „Longmen Inn“ v Flame Mountain
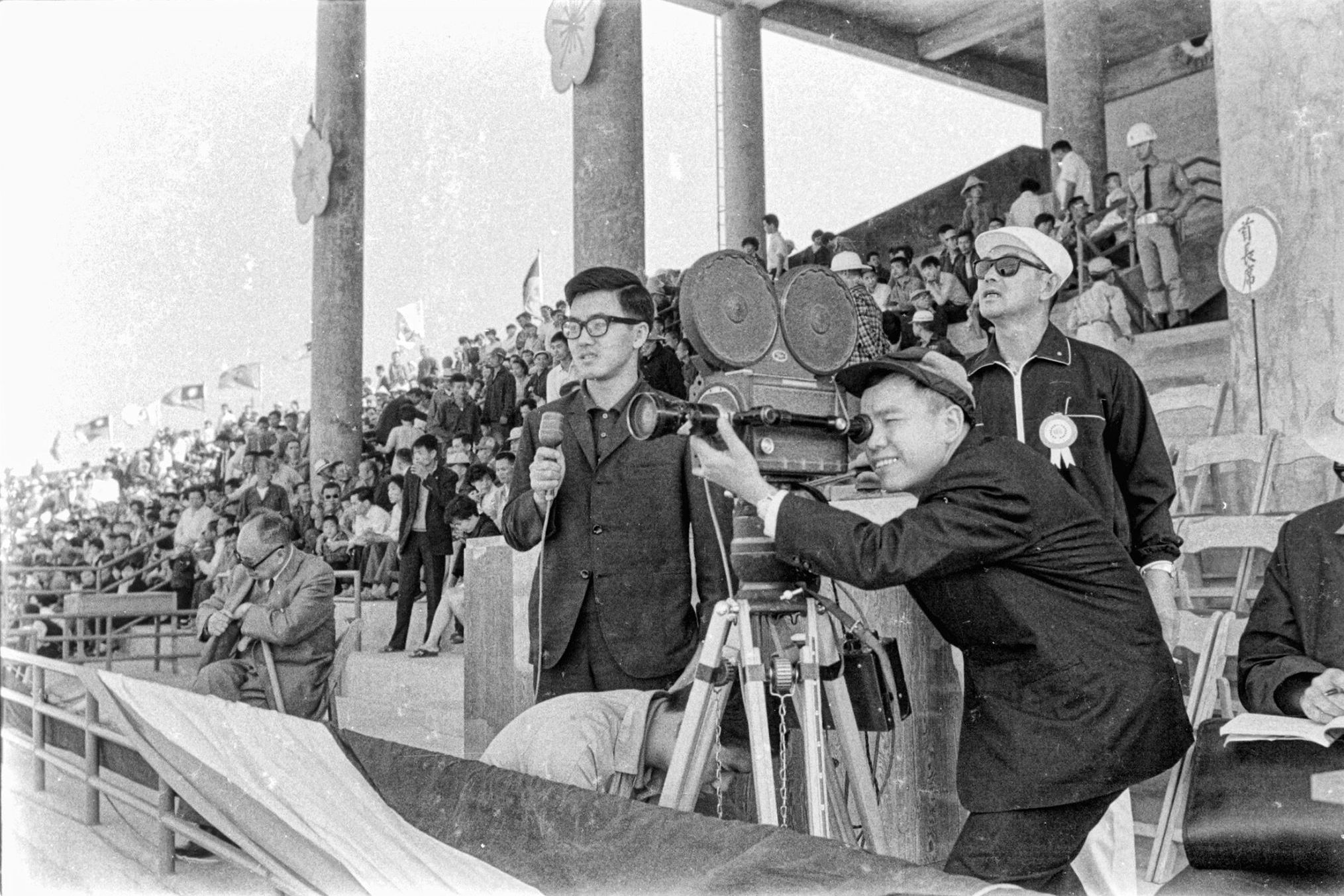
Šeng Čužu (s mikrofonem) a Jü Žuťi (fotograf) při slavnostním zahájení provinčních her na Tchaj-wanu v roce 1965
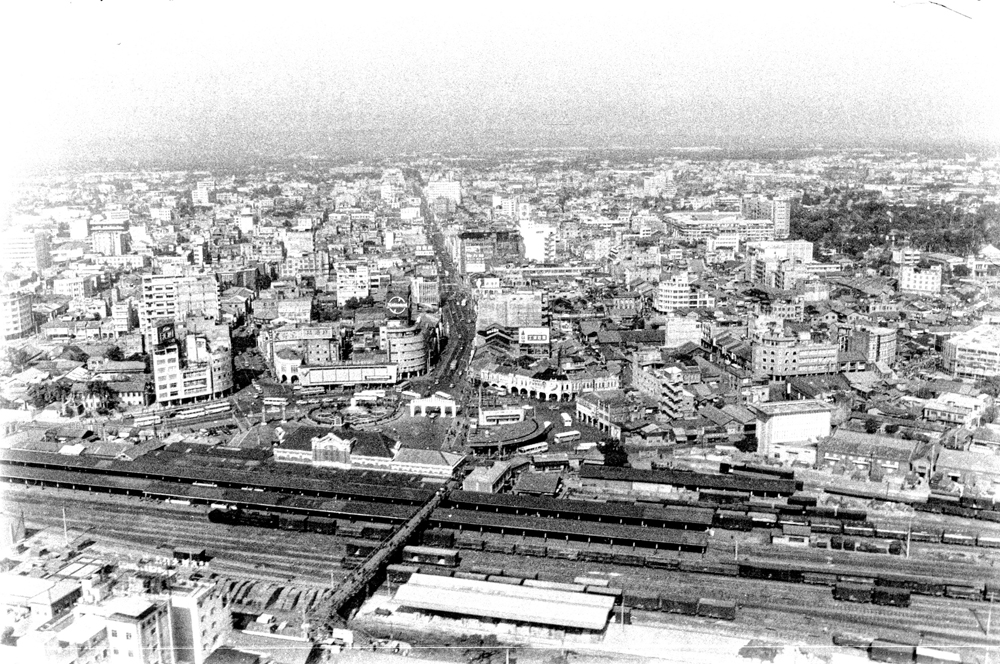
Tchaj-čung z ptačí perspektivy
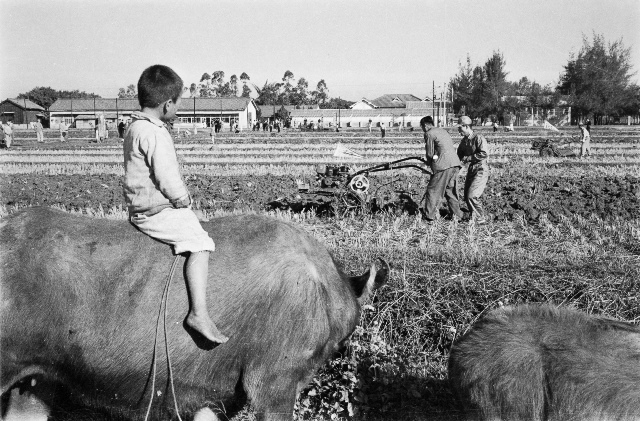
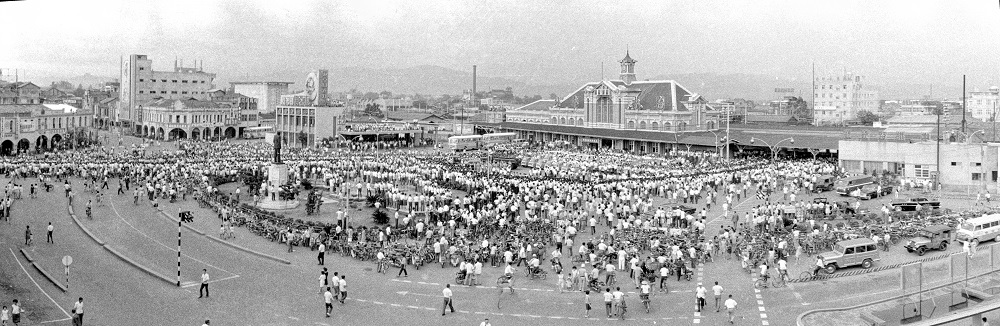
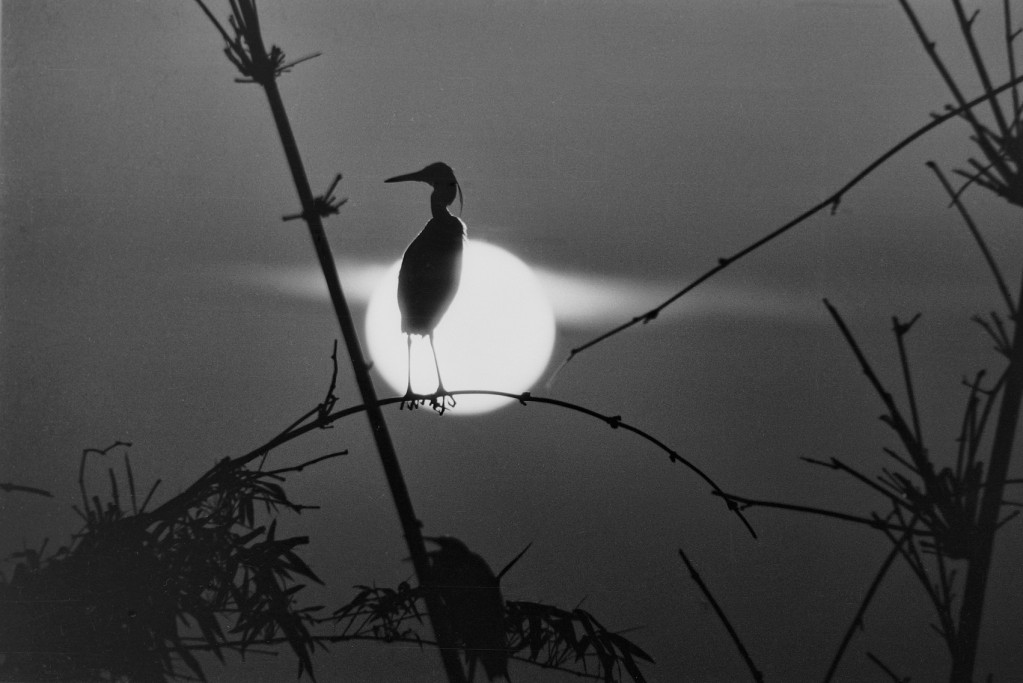
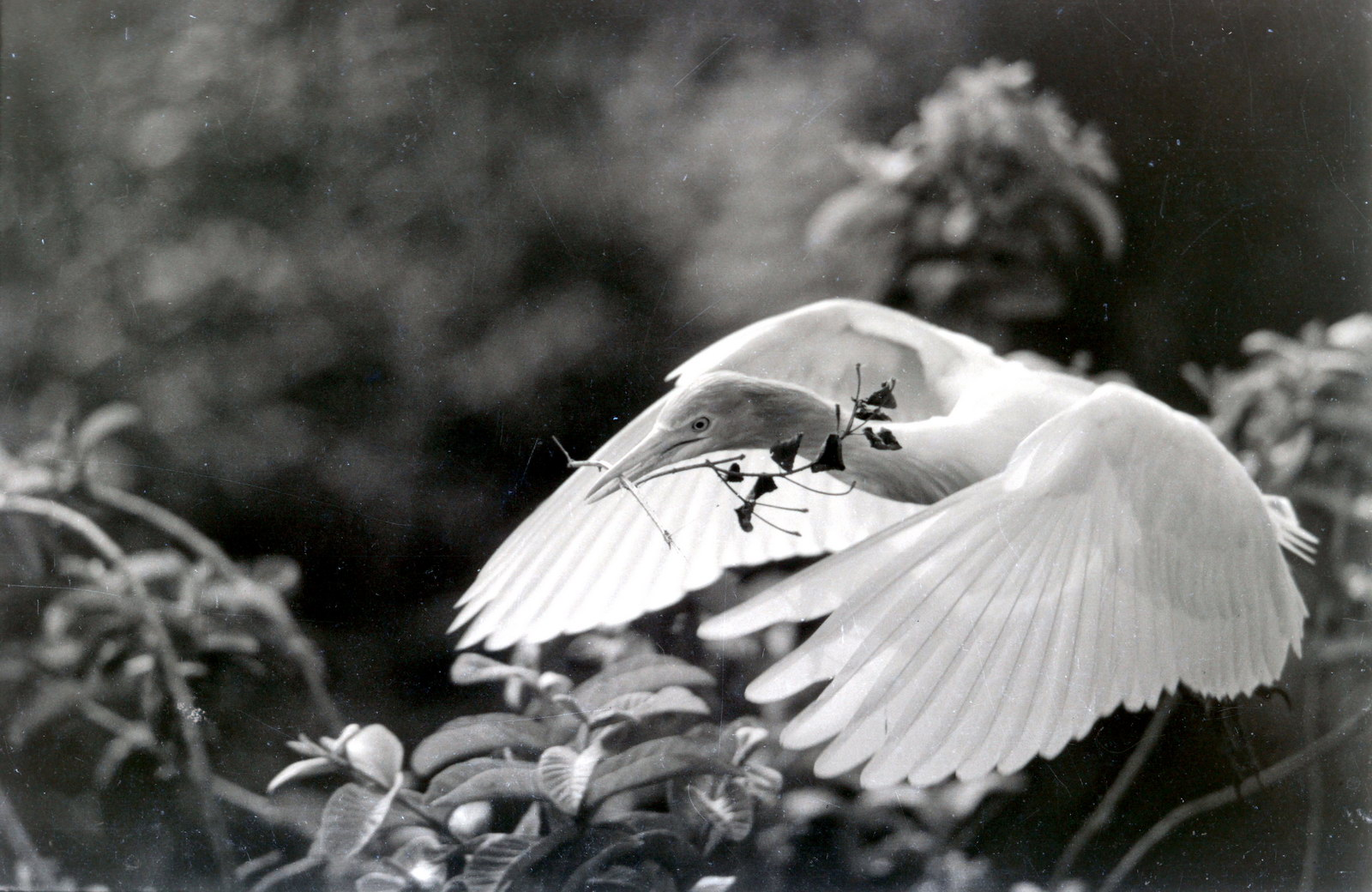
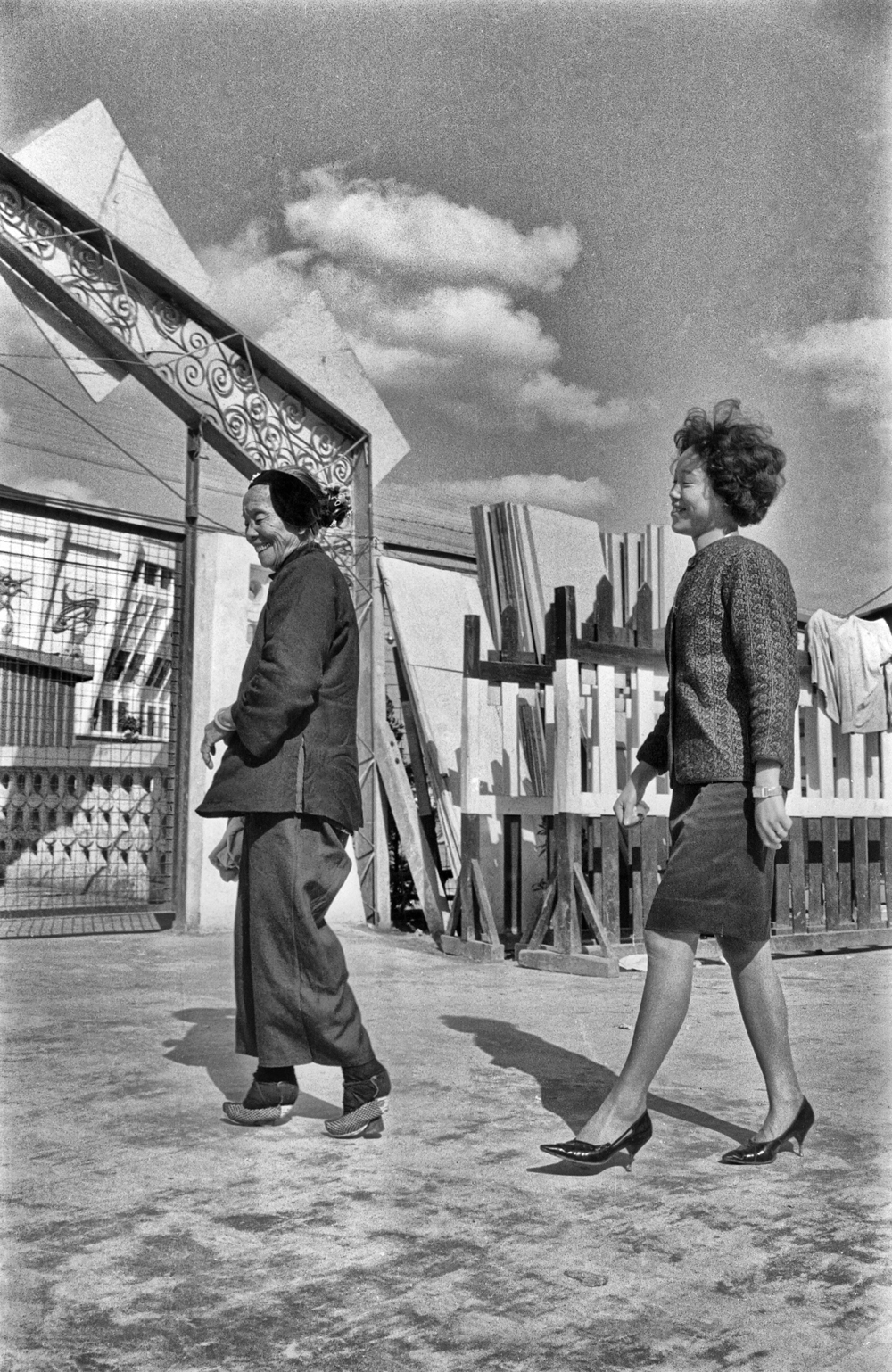
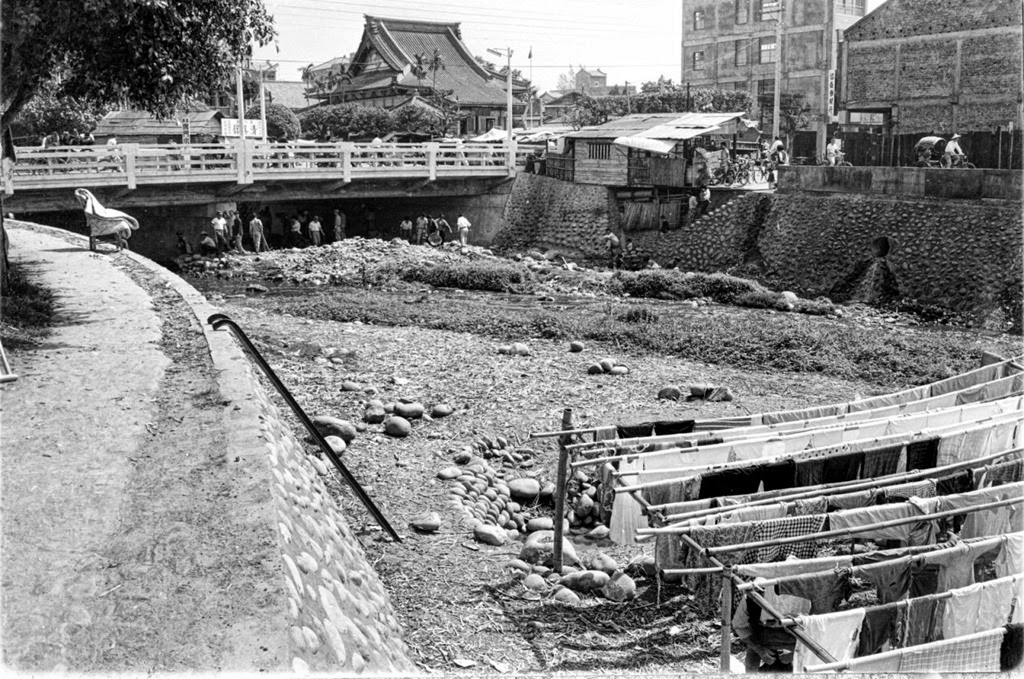
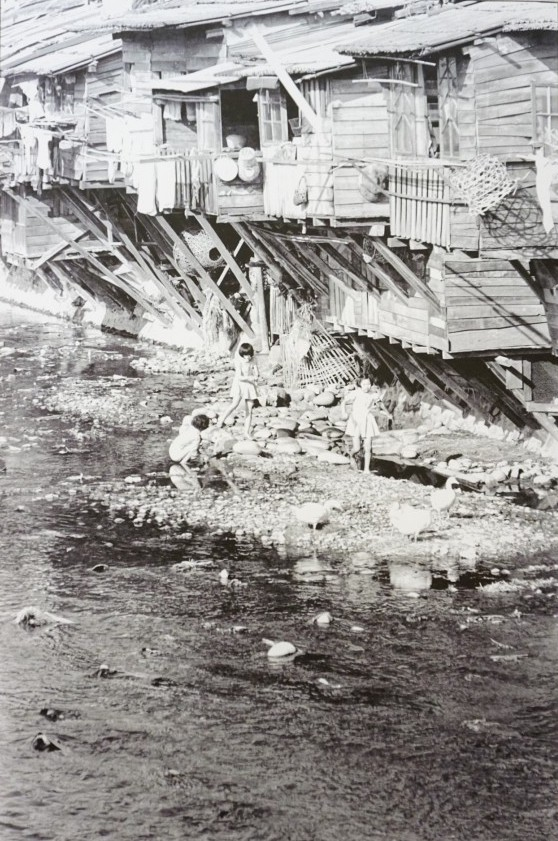
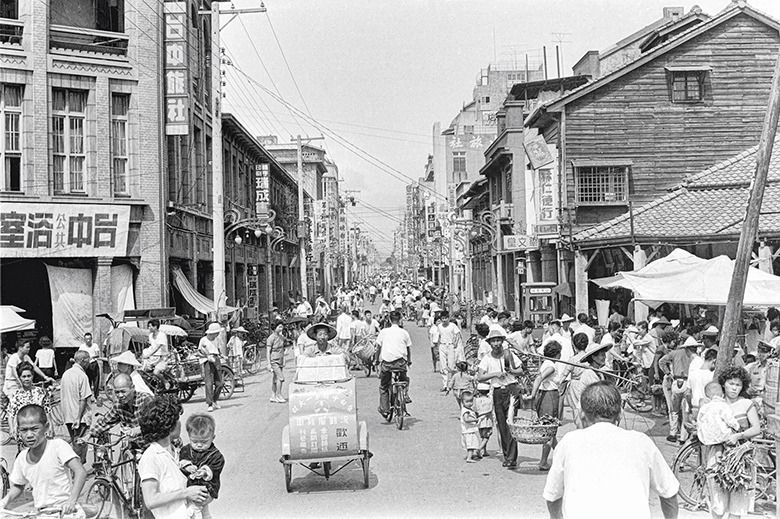
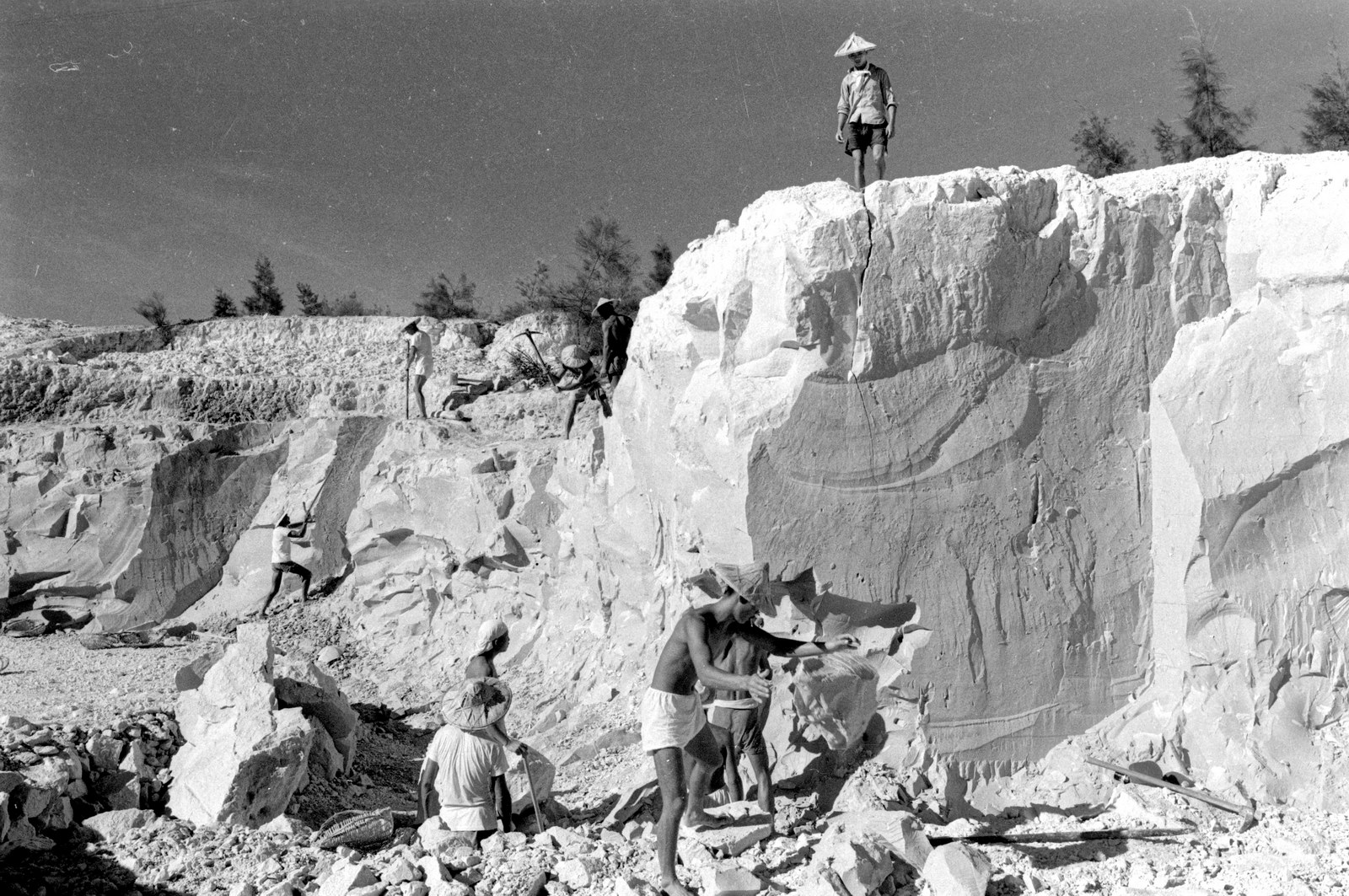
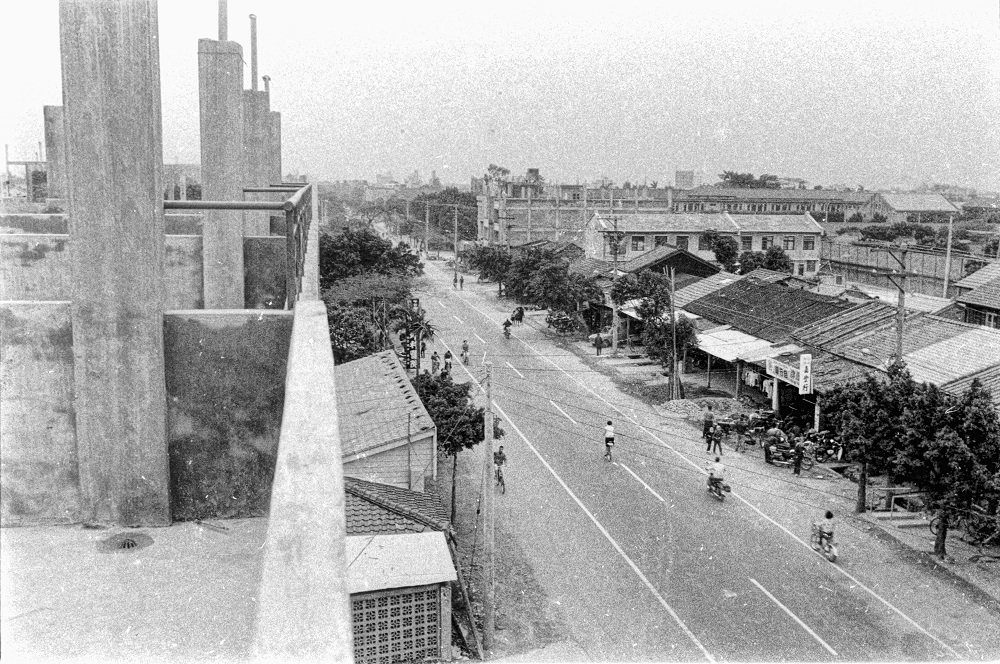
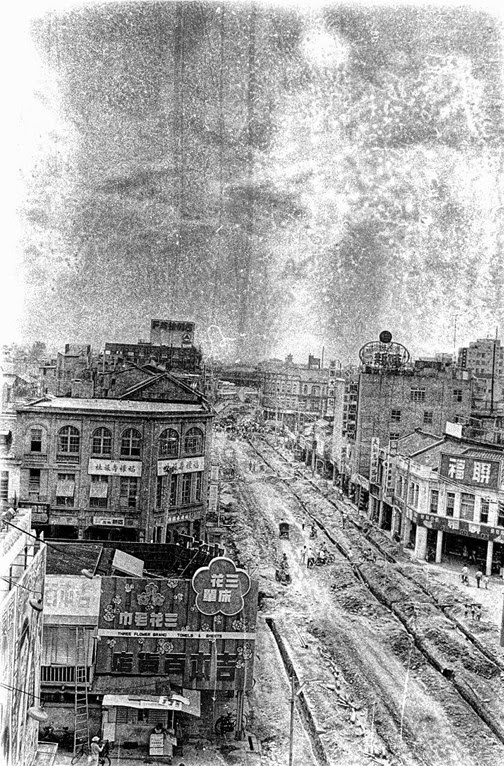
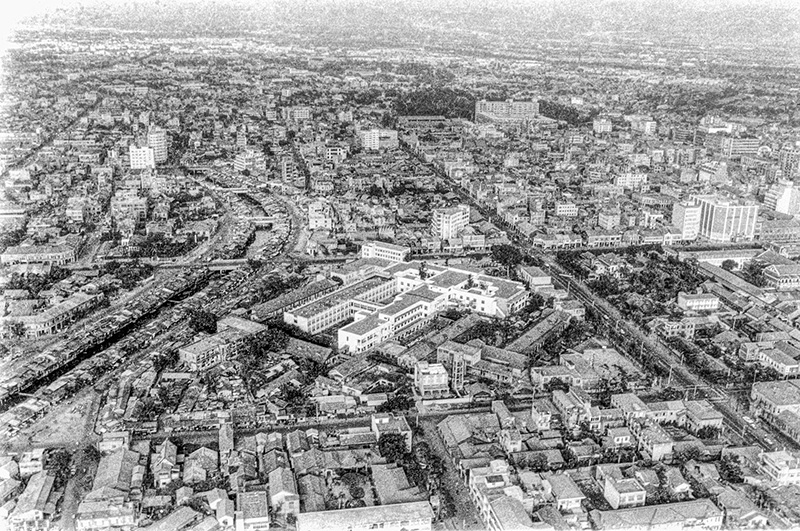
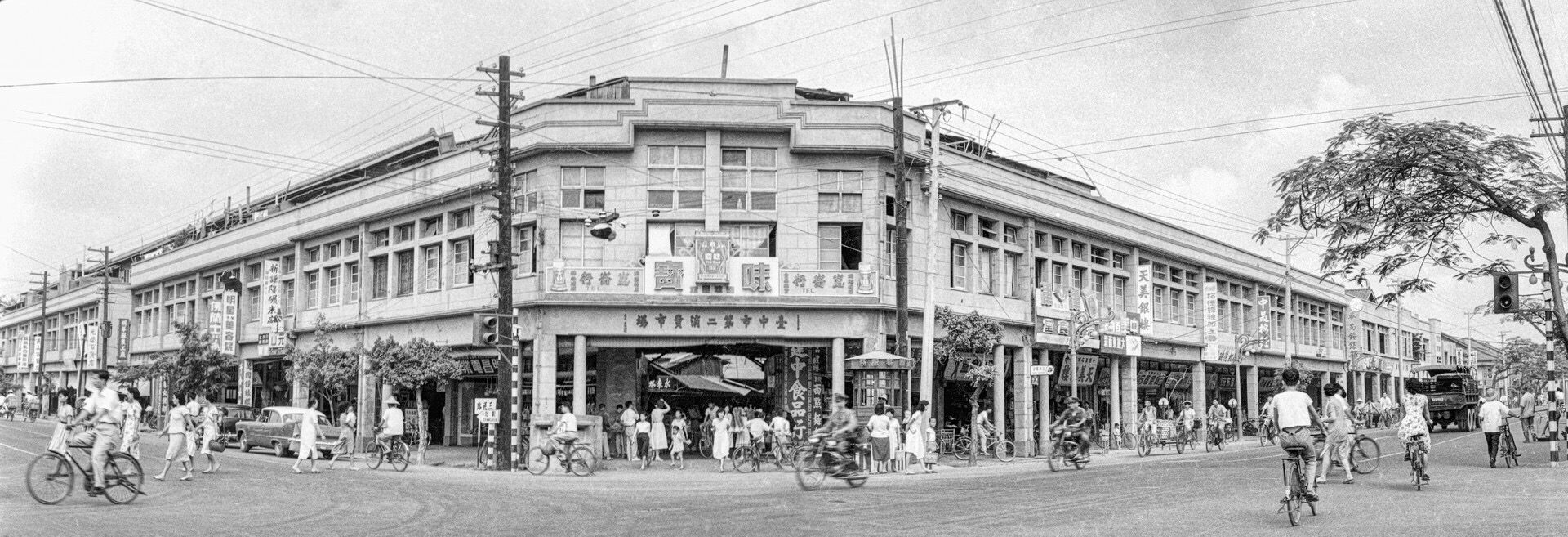
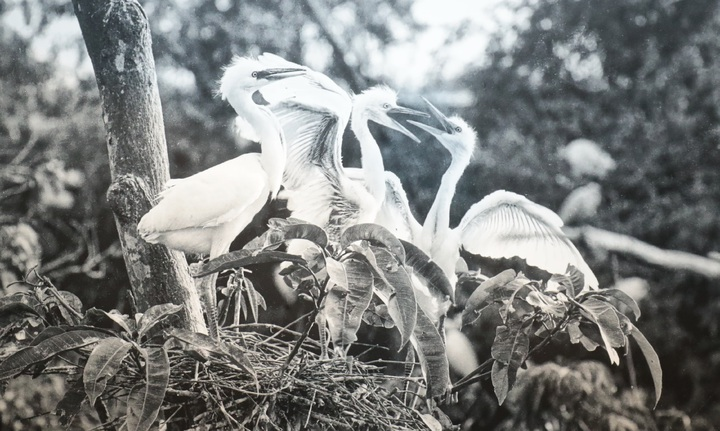